# Дренето
Дренето (болг. Дренето) — природоохоронна територія в західних Балканських горах у Болгарії. Розташована в муніципалітеті Ботевград на землях села Литаково. Назва «Дренето» охоплює такі місцевості: Дренето, Бабанова Курія, Шавара і Дараганова орниця. Заповідну зону утворено 19 жовтня 1979 року Комітетом з охорони навколишнього природного середовища. Загальна площа Дренето 33 га. Природоохоронна територія включає природні луки і вікові дубові ліси, які є місцем гніздування сірих чапель і білих лелек.
Серед трав'янистих рослин на рівнинних сінокосних луках зустрічаються щавель (Rumex), рогіз (Typha), ряска (Lemnoideae) та інші. 
Серед дерев і чагарників, які можна знайти в Дренето, найпоширеніші волоський горіх (Juglans regia), вільха чорна (Alnus glutinosa), верба біла (Salix alba), в'яз польовий (Ulmus minor), бузина чорна (Sambucus nigra) тощо. Є 11 дубів, яким близько 500 років. 
З хребетних найчастіше зустрічаються: довгохвоста синиця, просянка, сіра ворона, білий лелека, горобець чорногрудий, канюк звичайний, боривітер звичайний, трав'яна жаба, тритон звичайний. 
У болоті мешкають безхребетні тварини, такі як водяні скорпіони (Nepa cinerea) і кілька видів бабок (Odonata).
На момент оголошення місцевості природоохоронною, це були в основному болота. В даний час, через кліматичні зміни, місцевість пересихає і вимагає серйозного піклування для її збереження та охорони. Полювання, лісозаготівлі, будівництво заборонено.

## Галерея

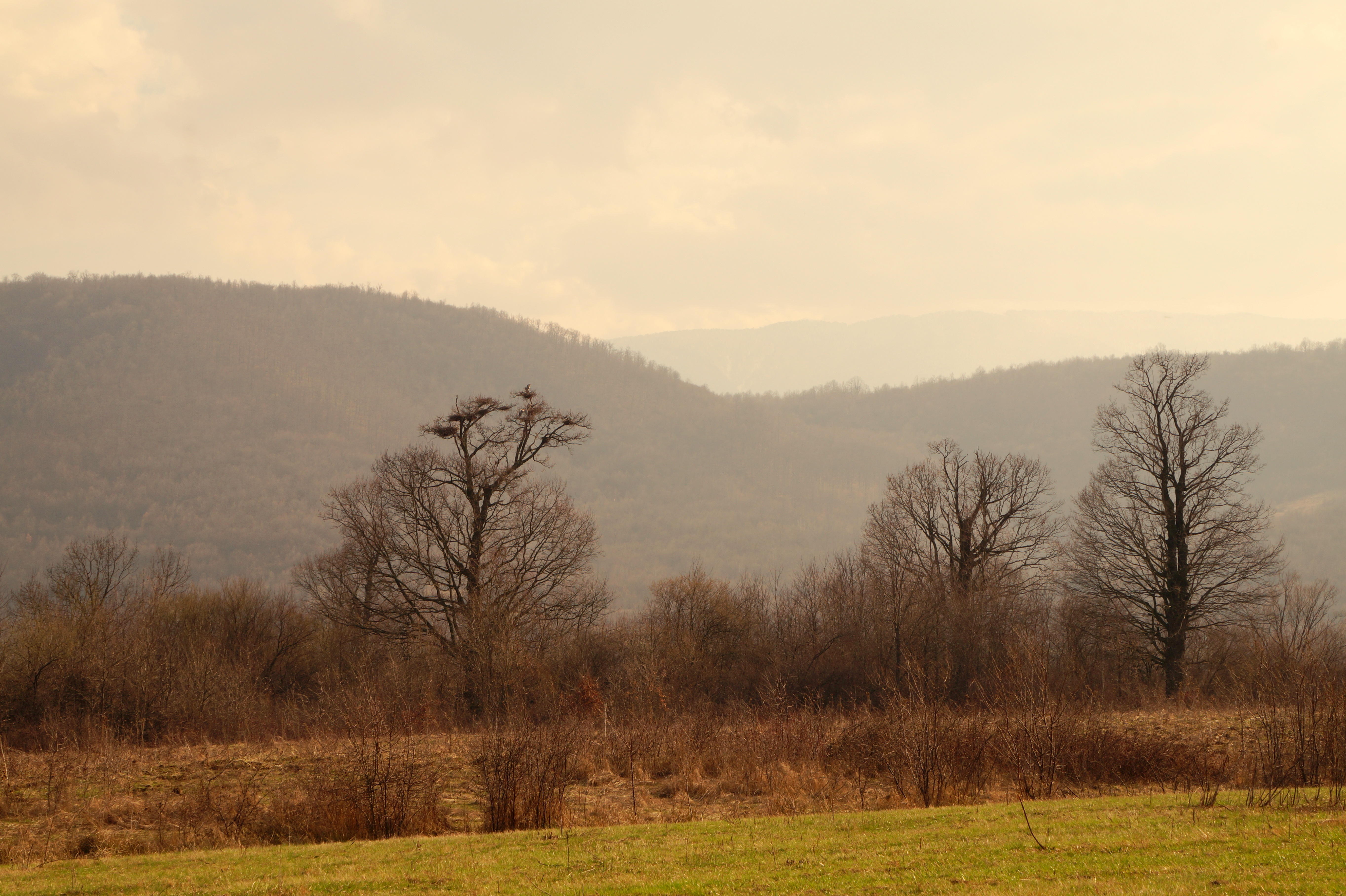
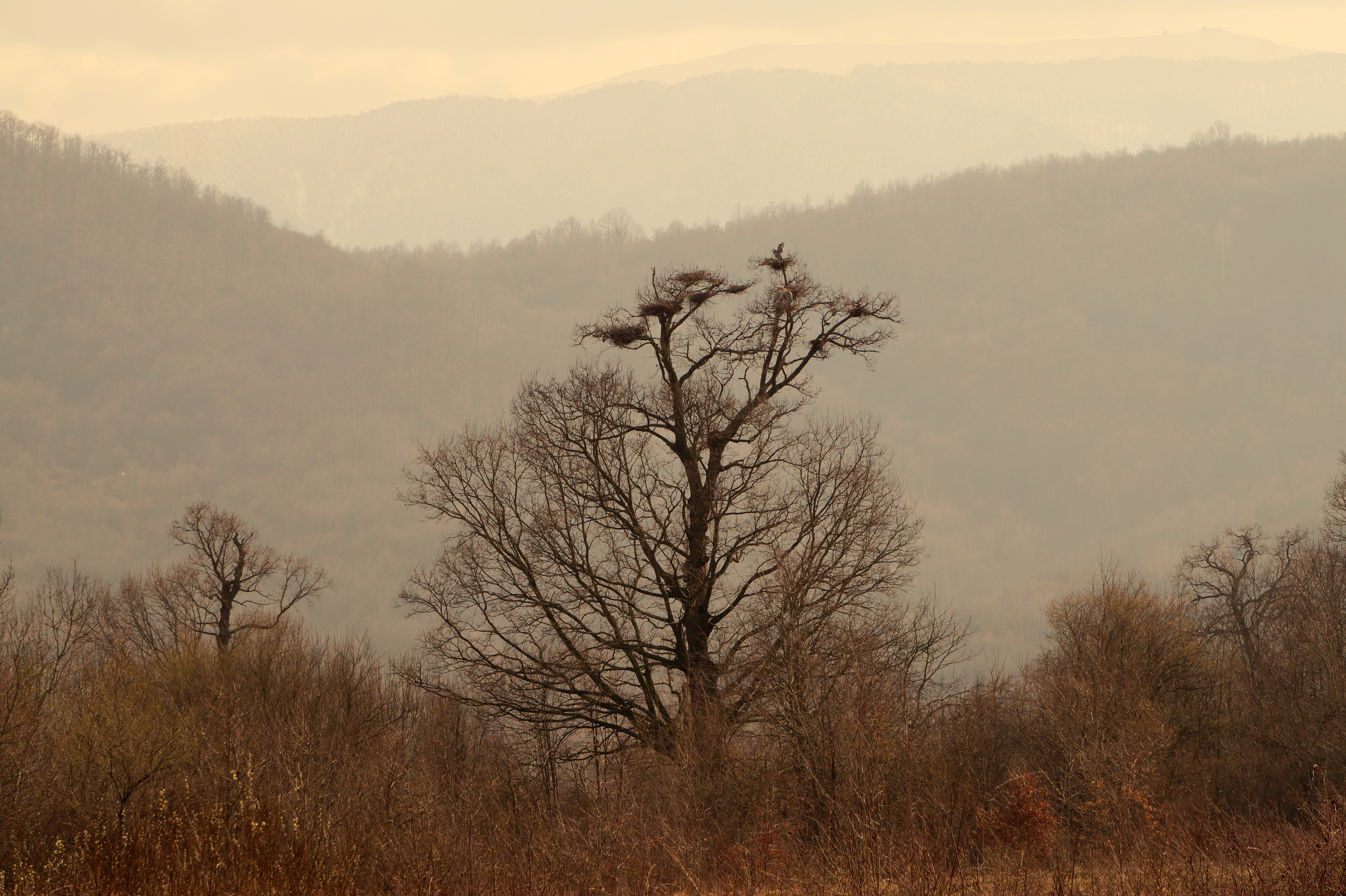
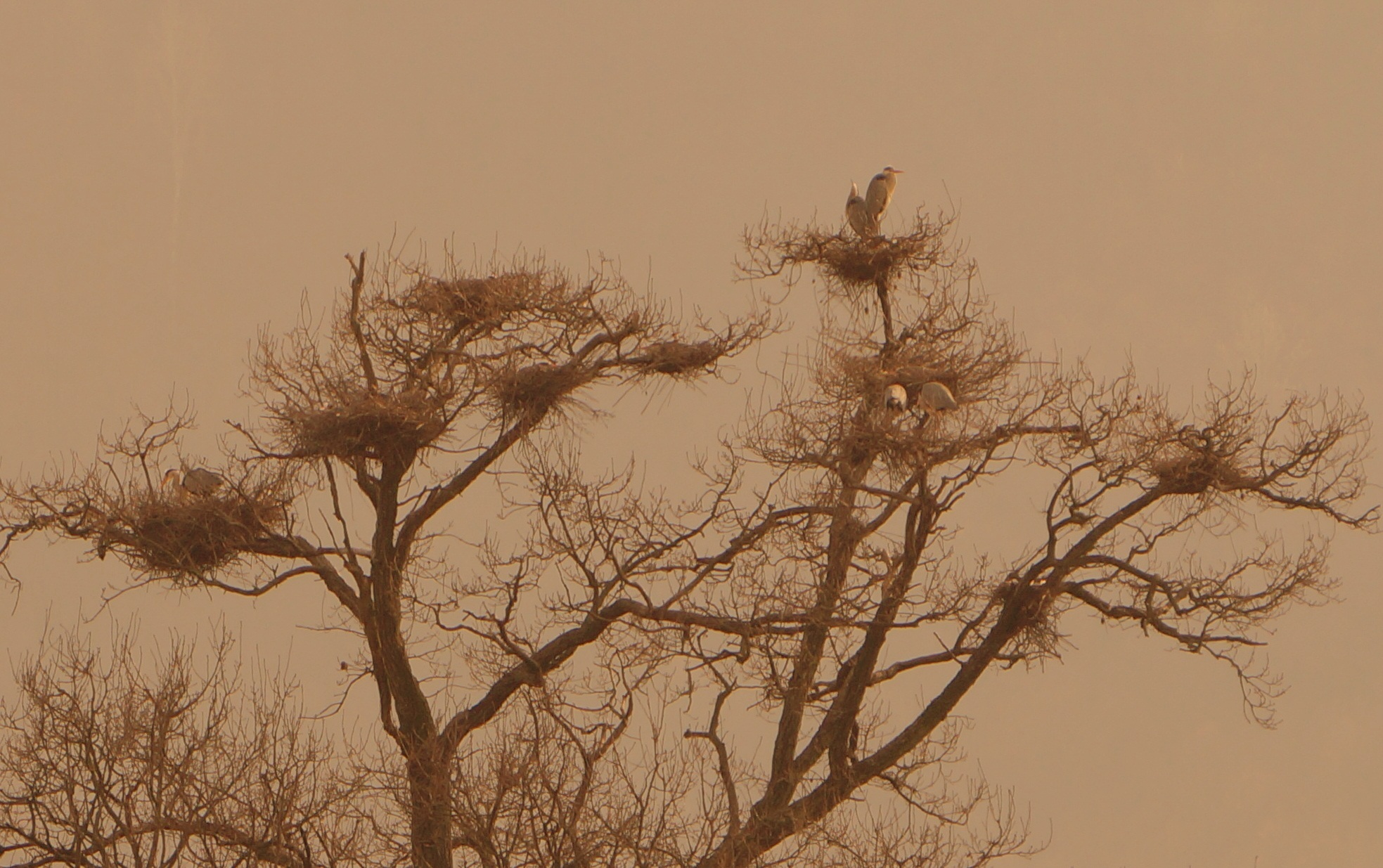
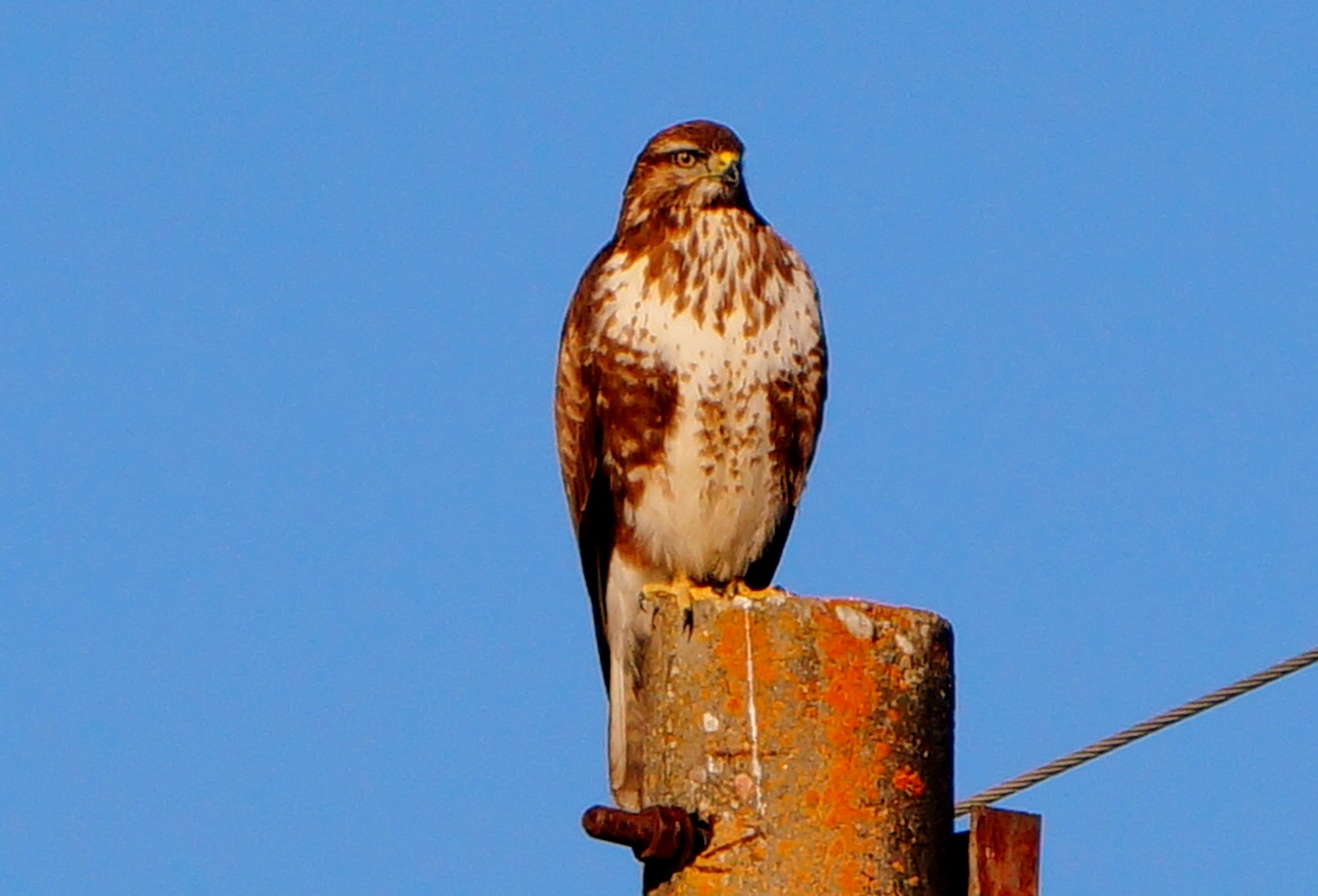
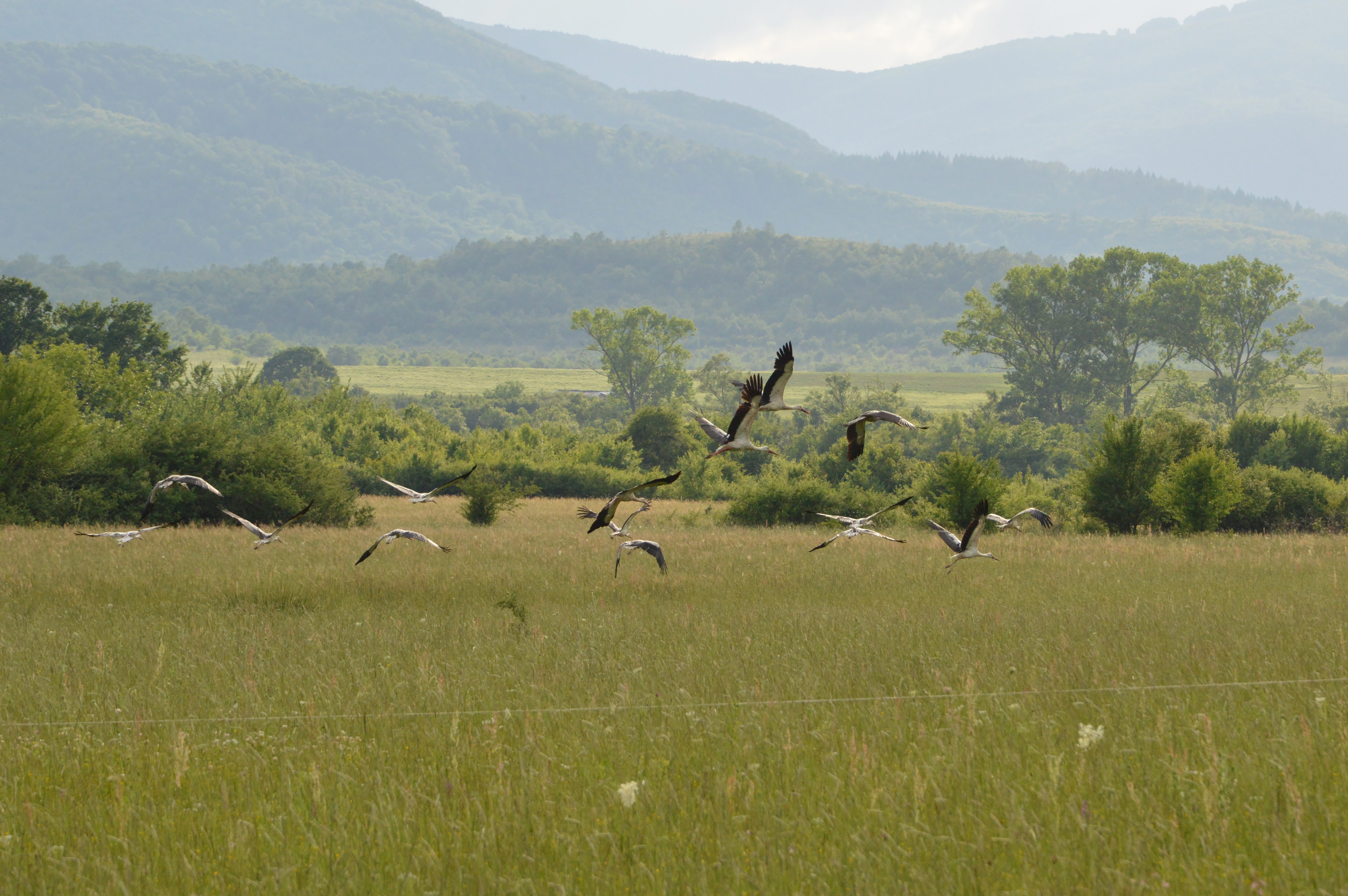